# Moëz Majed
Moëz Majed (arabe : معز ماجد), né le 16 juin 1973 à Tunis, est un éditeur, traducteur et poète tunisien d'expression française.

## Biographie

### Formation et carrière professionnelle
Né à Tunis le 16 juin 1973, Moëz Majed est le fils du poète et intellectuel Jaafar Majed. Il obtient en 1998 un DEA en biologie de la faculté des sciences de Tunis et s'installe ensuite en France où, après un passage au Muséum national d'histoire naturelle de Paris, il obtient un master en management à l'École centrale de Lille en 2000.
De 2000 à 2006, il occupe des postes de cadre dirigeant dans l'industrie de la biotechnologie en France. Puis, en 2006, il rentre en Tunisie pour mener une carrière de chef d'entreprise dans le secteur des nouvelles technologies de l'information, où il occupe jusqu'en 2017 des postes de cadre dirigeant.
À partir de 2017, il se détourne du monde de l'entreprise pour se consacrer entièrement à l'écriture et à l'action culturelle en Tunisie.

### Poésie
La carrière littéraire de Moëz Majed commence dès 1997 avec la parution de son premier recueil, L'Ombre... la lumière, aux éditions Arabesques à Tunis, suivi par son deuxième recueil, publié en 2008 chez Contraste Édition (Sousse) et intitulé Les Rêveries d'un cerisier en fleurs,. En septembre 2010 paraît aux éditions L'Harmattan (Paris) son troisième recueil, L'Ambition d'un verger, préfacé par Patrick Voisin.
Dans le numéro 147 de la revue Décharge paru en septembre 2010, Slaheddine Haddad écrit : « Chez ce jeune poète, nous retrouvons un attachement indéfectible aux sources profondes de l'authenticité et un désir incessant d'échapper à tout instinct de renfermement. Ses poèmes se veulent une ouverture sans relâche et sans retenue sur ce qui bruisse autour de nous, sur une société débarrassée de ses restrictions. Une approche délibérée, chargée d'une immense générosité et d'une extrême douceur dans un monde régi essentiellement par la violence ».
Francophone, l'écriture de Moëz Majed se veut universelle, sans pour autant occulter la part du déterminisme culturel arabo-musulman. Tout en ne niant pas sa part de la culture arabo-musulmane, sa démarche poétique se refuse d'en exploiter activement les leviers, préférant la laisser infuser passivement par touches discrètes dans son expression poétique.
En 2010, avec la parution aux éditions L'Harmattan de son troisième recueil, L'Ambition d'un verger, Majed conforte son statut de l'une des principales voix de la nouvelle expression poétique de langue française en Tunisie.
Lauréat du concours de poésie Paul Verlaine en 2011, il publie Gisants, un livre réalisé avec le calligraphe Nja Mahdaoui et paru aux éditions Fata Morgana (France) en 2012.
En 2013, il fonde le Festival International de poésie de Sidi Bou Saïd et participe au festival Voix de la Méditerranée à Lodève (France), événement suivi de plusieurs autres participations à des festivals de poésie à Sète (2014), Medellín (2015) et Hanoï (2019).
En 2014 paraît aux éditions Fata Morgana son livre Chants de l'autre rive, réalisé à nouveau avec le calligraphe Nja Mahdaoui.
Dans son numéro 59 paru en septembre 2014, la revue française Poésie Première lui consacre son article d'ouverture. Le critique Emmanuel Hiriart y écrit : « Les poèmes que Moëz Majed dérobe au temps pour les partager exigent de leur lecteur qu'il se retire à leurs côtés et vienne avec eux mûrir son silence ».
Sa poésie a été traduite dans plusieurs langues dont, notamment l'anglais grâce au critique et poète maltais Norbert Bugeja, et a fait l'objet de plusieurs études et publications, par la revue littéraire bengalie Torkito Tarjoni, mais aussi de l'université de Malte ainsi que l'université d'Édimbourg.
En 2017, il décide de se consacrer entièrement à l'écriture et à l'action culturelle, entamant des projets d'écriture poétique, de traductions et un activisme culturel à l'échelle de la Tunisie et à l'international.
En 2019 paraît aux éditions Al Ahlia (Jordanie) une sélection de poèmes, traduits en arabe par Mohamed Ghozzi, Mohamed Naceur Mouelhi et Majed, sous le titre Non loin de là (غير بعيد من هنا). À partir de septembre de la même année, il co-produit et co-présente avec Emna Louzyr une émission radiophonique, Tout un poème, sur Radio Tunis chaîne internationale (RTCI), entièrement consacrée à la poésie. Il est également chroniqueur littéraire sur RTCI, présentant une rubrique (Bloc Notes) qui reçoit chaque semaine des auteurs et des éditeurs tunisiens et étrangers.
En 2021, il fait paraître aux éditions Nirvana (Tunis), en compagnie d'Emna Louzyr, un livre intitulé Tout un poème tiré de leur émission du même nom.

### Édition
Au décès de son père, le 14 décembre 2009, il reprend l'activité d'édition que ce dernier a lancée en 1994 et entreprend de faire vivre et de moderniser la revue littéraire Rihab Al Maarifa fondée par Jaafar Majed et paraissant sans interruption jusqu'en 2011.
En 2011, il fonde le mensuel francophone Opinions dont la ligne éditoriale est consacrée à l'actualité. Ce support papier qui voit le jour au lendemain de la révolution tunisienne disparaît en 2013.

## Publications
- L'Ombre... la lumière  (préf. Ali Louati), Tunis, Arabesques, 1997, 62 p.
- Les Rêveries d'un cerisier en fleurs, Sousse, Contraste, 2008, 56 p. (ISBN 978-9-973-87823-6)[13],[14].
- L'Ambition d'un verger, Paris, L'Harmattan, coll. « Kubaba », 2010, 70 p. (ISBN 978-2-296-12782-1).
- Gisants  (ill. Nja Mahdaoui), Montpellier, Fata Morgana, 2012, 32 p.
- Chants de l'autre rive  (ill. Nja Mahdaoui), Montpellier, Fata Morgana, 2014, 48 p. (ISBN 978-2-851-94886-1).
- (ar) Non loin de là, Amman, Al Ahlia, 2019.
- Un printemps assiégé, Paris, Merle Moqueur, 2021, 100 p. (ISBN 978-2-9575215-4-8).Traduction de poèmes d'Ataol Behramoğlu
- Semences pour les noyaux d'absence, Dijon, Al Dante - Les Presses du réel, 2021, 128 p. (ISBN 978-2-3789624-0-1).Traduction de poèmes de Mohammed Al Hers
- Brève mythologie de l'effroi, Dijon, Al Dante - Les Presses du réel, 2021, 128 p. (ISBN 978-2-3789623-9-5).Traduction de poèmes de Salah Zamanan
- Nuages dans des nuages, Dijon, Al Dante - Les Presses du réel, 2021, 128 p. (ISBN 978-2-3789623-8-8).Traduction de poèmes de Ghassan Al Khuneizi
- Intranquillité des dunes, Dijon, Al Dante - Les Presses du réel, 2021, 128 p. (ISBN 978-2-3789623-7-1).Traduction de poèmes d'Ahmed Al Mulla
- Dans les galops du vent, Dijon, Al Dante - Les Presses du réel, 2021, 350 p. (ISBN 978-2-3789624-1-8).Anthologie bilingue de la poésie saoudienne contemporaine
- Tout un poème, Tunis, Nirvana, 2021, 148 p. (ISBN 978-9938-940-43-5).
- Libellule, Dijon, Al Dante - Les Presses du réel, 2022, 56 p. (ISBN 978-2-37896-330-9).